# Turandot (Busoni)
Turandot (BV 273 (en)) est un opéra en deux actes avec dialogues parlés de Ferruccio Busoni, créé en 1917. Le compositeur rédigea son propre livret en allemand en s'inspirant de la pièce Turandot (en) du comte Carlo Gozzi. La musique de l'opéra repose sur la musique de scène et la suite (en) (BV 248) connexe que Busoni a composées en 1905 pour une production de la pièce de Gozzi. L'opéra est souvent interprété avec l'opéra en un acte précédent de Busoni, Arlecchino.

## Composition de la musique de l'opéra

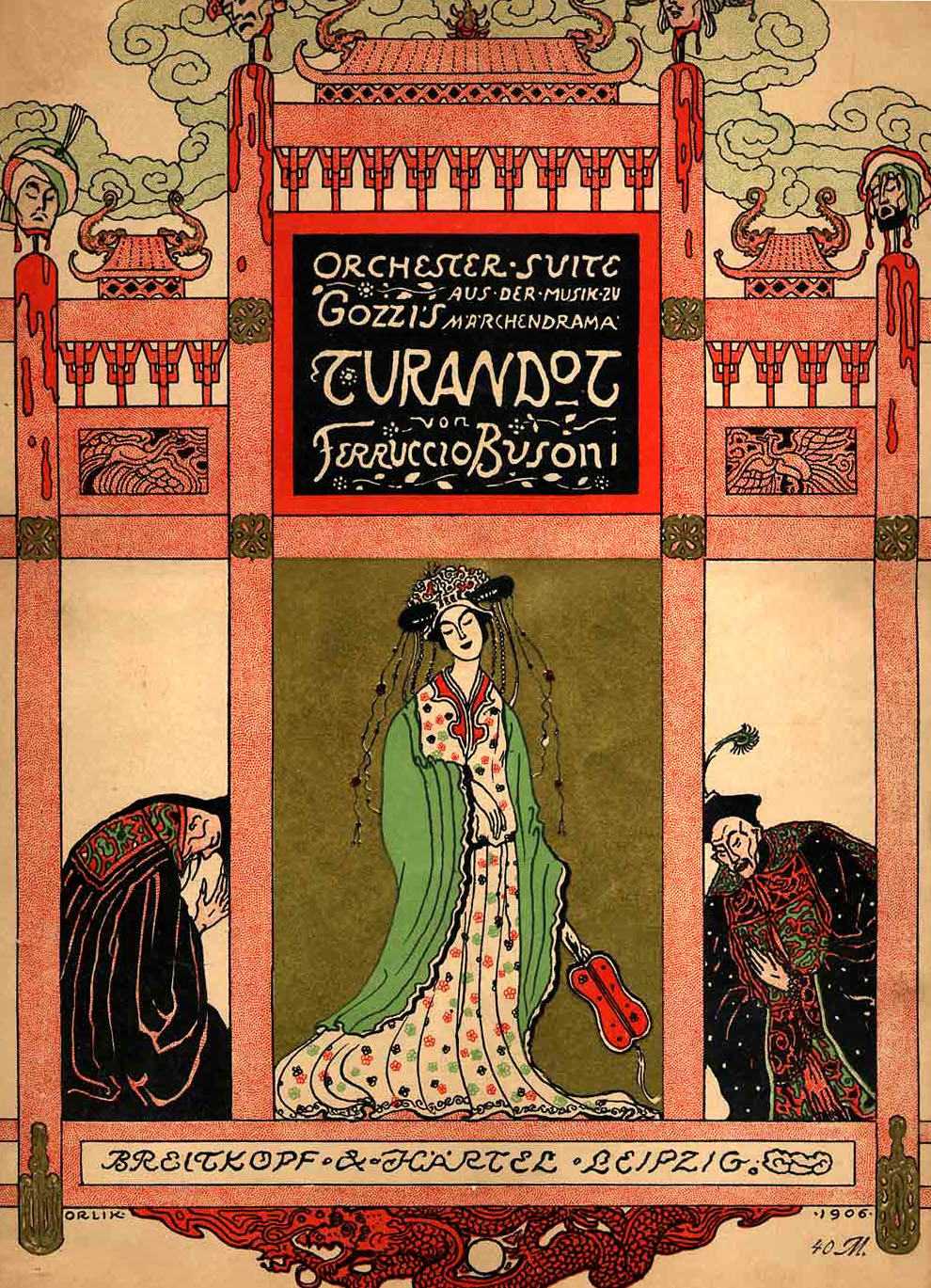
Couverture de la partition de la Suite Turandot, Op. 41, de Busoni.

### Source et versions précédentes
La pièce Turandot (en) de Carlo Gozzi fut jouée la première fois en 1762. Elle est créée à l'origine pour être représentée dans le petit théâtre San Samuele de Venise et écrite délibérément dans le style de la commedia dell'arte en réaction aux pièces réalistes plus modernes de Goldoni et d'autres.
Schiller fait une traduction adaptée de Turandot qui est publiée en 1802. Weber compose, en 1809, sa musique de scène Turandot, Op. 37, pour une production de cette pièce. Il y inclut l'Overtura cinese (ouverture chinoise), qu'il a composée sur un thème chinois en 1805. Busoni pense qu'à eux deux, Schiller et Weber ont ruiné un chef-d'œuvre de la littérature italienne.

### Musique de scène et suite orchestrale
Sous une forme ou une autre, le Turandot de Gozzi occupe Busoni à divers moments entre 1904 et 1917. Il aime beaucoup les contes fantastiques et magiques : son œuvre précédente est le Concerto pour piano (en), op. 39, BV247, qui comprend de la musique d'une adaptation inachevée de l'Aladdin d'Oehlenschlager.
En 1904, Busoni commence à ébaucher de la musique de scène pour la fable chinoise de Gozzi. Il arrange aussi une suite, qu'il interprète la première fois en 1905 et publie en 1906. La pièce de Gozzi est montée avec la musique de Busoni par Max Reinhardt à Berlin en 1911, et à Londres en 1913.

### Composition de l'opéra
Après le déclenchement de la Première Guerre mondiale, Busoni, étant Italien, trouve de plus en plus difficile de rester à Berlin et finit par déménager à Zurich, où il n'a pas à prendre parti. De la fin de 1915 au mois d'août 1916, il est occupé à écrire son opéra en un acte, Arlecchino, mais le Stadttheater de Zurich ne veut pas monter une production sans pièce d'accompagnement. Il écrit rapidement un livret en allemand inspiré de la pièce de Gozzi et adapte sa suite Turandot en court opéra en deux actes avec dialogues parlés. Le 9 novembre 1916, Busoni écrit à Egon Petri :

« La question importante de savoir quelle pièce je devrais combiner avec l'opéra Arlecchino d'une durée d'une heure pour remplir une soirée, mes ennuis qui en ont résulté et le désir d'établir un programme durablement valable m'ont amené à décider hâtivement de composer un opéra en deux actes à partir de la matière et du fond de Turandot. Depuis quelques semaines, j'ai travaillé dur à cette tâche délicieuse, écrivant le livret et la musique d'un opéra sur Turandot. Je récris le texte entièrement et indépendamment pour en rapprocher le ton de celui d'une pantomime ou d'une pièce de théâtre. C'est un travail plus ardu que je ne me l'imaginais, mais je me sens inspiré. Les personnages masqués communs aux deux œuvres servent à les lier (sinon, ils tranchent complètement les uns sur les autres). »

Busoni termine l'opéra Turandot en vitesse (300 pages en 100 jours) à la fin de 1916 et en dirige la première avec Arlecchino à Zurich en 1917. Dent mentionne que Busoni était satisfait de son travail.
Le livret de Busoni comprend diverses bizarreries qui rappellent qu'il provient de la commedia dell'arte : des personnages portent des noms italiens tels que Truffaldino et Pantalone, Allah est loué en Chine, et il y a des mentions de Venise, de la basilique Saint-Marc et de gondoles. Le dialogue parlé remonte aux opéras de Mozart, notamment à La Flûte enchantée. En comparaison du Turandot un peu épiquement boursouflé de Puccini, l'œuvre de Busoni l'esthète conserve l'atmosphère irréel, intime, de la pièce de Gozzi. La princesse Turandot de Busoni n'est pas aussi implacable ; son cœur est plus prêt à fondre.

### Refontes
Busoni réutilisa une partie du matériel qu'il avait composé pour l'opéra : il révisa à nouveau la suite orchestrale Turandot en 1917 en remplaçant la marche funèbre du dernier mouvement par l'Avertissement d'Altoum (BV 248b) et il publia séparément Altoums Gebet de l'acte 2 (écrit pour l'opéra) sous forme de la Prière d'Altoum pour baryton et petit orchestre, op. 49 no 1, BV 277.

## Histoire de l'interprétation de l'opéra
La première de Turandot de Busoni a lieu avec celle de son Arlecchino le 11 mai 1917 au Stadttheater de Zurich. Le producteur est Hans Rogorsch, et le décorateur, Albert Isler. Turandot et Arlecchino ont leur première en Allemagne le 20 octobre 1918 à l'opéra de Francfort sous la direction de Gustav Brecher, et sont repris le 26 janvier 1919 à l'opéra de Cologne sous la direction d'Otto Klemperer, qui vient d'y être nommé premier chef. Les deux opéras sont interprétés à l'opéra de Berlin le 19 mai 1921 sous la direction ferme du chef d'orchestre wagnérien Leo Blech (en) et y connaissent un grand succès.
La première interprétation de Turandot en Italie (sans Arlecchino) a lieu le 29 novembre 1936 à Rome sous la direction de Fernando Previtali. Chantre de Busoni, Previtali, continue de diriger l'œuvre dans d'autres villes italiennes avant d'en diriger la première au théâtre Colón de Buenos Aires en 1964.
La première en Angleterre a lieu à Londres le 19 août 1966 dans une traduction anglaise de Lionel Salter. Elle est radiodiffusée à l'émission BBC Third Programme de la BBC.
La première américaine a lieu sous forme d'opéra concert au Philharmonic Hall de New York le 10 octobre 1967. Elle est suivie d'une version mise partiellement en scène à la First Presbyterian Church de Berkeley le 28 janvier 1980 sous la direction de Kent Nagano, âgé de 28 ans. Une interprétation de l'œuvre avec mise en scène complète est donnée le 15 novembre 1986 par le Connecticut Grand Opera (en) à Stamford. Gregory Stapp (en) y joue l'empereur Altoum ; Juan Luque Carmona, Kalaf ; et Patricia Craig (en), le rôle-titre.

## Rôles

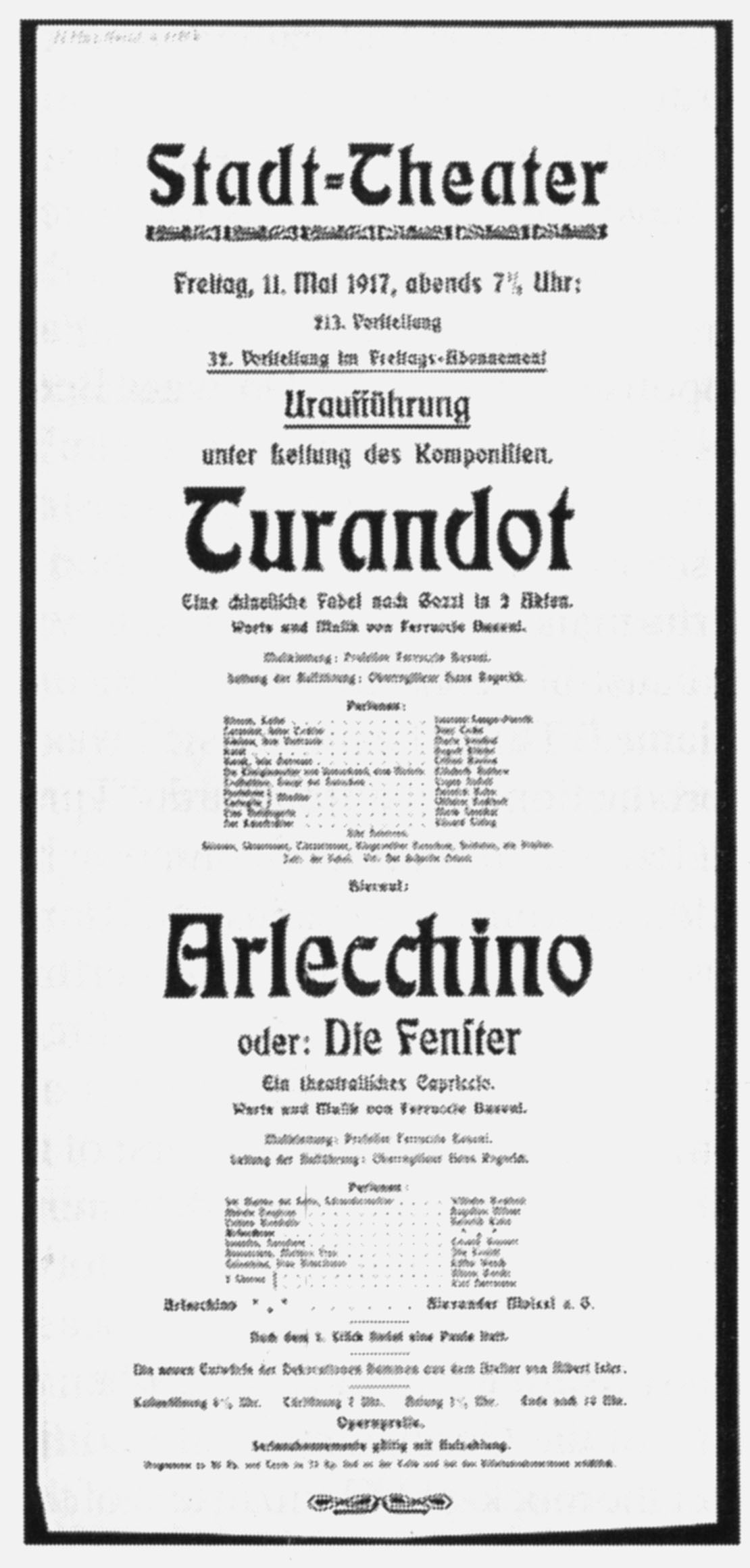
Affiche de la première de Turandot

| Rôle                                                                     | Voix          | Distribution à la première, le 11 mai 1917 (chef d'orchestre : Ferruccio Busoni) |
| ------------------------------------------------------------------------ | ------------- | -------------------------------------------------------------------------------- |
| Altoum, l'empereur                                                       | basse         | Laurenz Saeger-Pieroth                                                           |
| Turandot, sa fille                                                       | soprano       | Inez Encke                                                                       |
| Adelma, sa confidente                                                    | mezzo-soprano | Marie Smeikal                                                                    |
| Kalaf                                                                    | ténor         | August Richter                                                                   |
| Barak, son serviteur                                                     | baryton       | Tristan Rawson                                                                   |
| La reine mère maure de Samarcande                                        | soprano       | Elisabeth Rabbow                                                                 |
| Truffaldino, eunuque en chef                                             | ténor         | Eugen Nusselt                                                                    |
| Pantalone, ministre                                                      | basse         | Heinrich Kuhn                                                                    |
| Tartaglia, ministre                                                      | basse         | Wilhelm Bockholt                                                                 |
| Chanteuse                                                                | mezzo-soprano | Marie Smeikal                                                                    |
| Le bourreau                                                              | rôle muet     | Eduard Siding                                                                    |
| Huit docteurs, chœur d'esclaves, danseurs, pleureuses, eunuques, soldats |               |                                                                                  |

## Instrumentation
Trois flûtes (la troisième doublant le piccolo), trois hautbois (le troisième doublant le cor anglais), trois clarinettes (la troisième doublant une clarinette basse), trois bassons (le troisième doublant le contrebasson), quatre cors d'harmonie, quatre trompettes, trois trombones, un tuba ; percussion (timbales, glockenspiel, triangle, tambourin, covered drum⇔tambour voilé, grosse caisse, gong) ; deux harpes ; solistes, chœur ; cordes,,.

## Synopsis
Busoni simplifia beaucoup la pièce en cinq actes de Gozzi pour en faire un opéra en deux actes composés de deux scènes chacun. L'intrigue de base reste toutefois la même. Turandot, fille de l'empereur, défie tous ceux qui désirent l'épouser de résoudre trois énigmes. Elle épousera celui qui y parviendra, mais ceux qui échoueront seront exécutés. Kalaf, prince déguisé en exil, relève le défi.

### Acte 1
Scène 1
Kalaf tombe sur l'image abandonnée par un prétendant exécuté et décide d'obtenir la main de Turandot.
Scène 2
L'empereur Altoum se plaint de l'intransigeance de Turandot. Kalaf dit qu'il préfère mourir s'il échoue. Turandot entre avec sa servante Adelma, qui reconnaît le prétendant mais garde le silence. Kalaf répond bien aux trois énigmes et défie Turandot de découvrir son nom et ses origines ; si elle réussit, il partira.

### Acte 2
Scène 1
Les jeunes filles esclaves dansent sur une version chorale sans mot de Greensleeves. Turandot avoue les sentiments mitigés qu'elle éprouve envers le prince. Adelma lui dit qu'elle connaît le nom de ce dernier et qu'elle le lui révélera en échange de sa liberté ; Turandot accepte.
Scène 2
Turandot révèle le nom du prince en répandant la consternation, et Kalaf s'apprête à partir, mais Turandot l'arrête en lui disant qu'il a éveillé son cœur. L'œuvre se termine par l'ensemble Was ist das alle Menschen bindet? (qu'est-ce qui gouverne tous les hommes ?), question à laquelle la réponse est : Die Liebe (l'amour).

## Enregistrements
- Arlecchino et Turandot - Chœur et orchestre de l'Opéra de Lyon[18]
  - Chef d'orchestre : Kent Nagano
  - Chanteurs principaux : Mechthild Gessendorf (Turandot), Stefan Dahlberg (Kalaf), Franz-Josef Selig (Altoum), Gabriele Sima (Adelma), Falk Struckman (Barak), Anne-Marie Rodde (la reine mère), Markus Schäfer (Truffaldino), Michael Kraus (Pantalone), Wolfgang Holzmair (Tartaglia)
  - Label : Virgin Classics VCD7 59313-2 (2 disques compacts)
- Turandot - Orchestre symphonique de la radio de Berlin[19]
  - Chef d'orchestre : Gerd Albrecht
  - Chanteurs principaux : René Pape (Altoum), Linda Plech (Turandot), Gabriele Schreckenbach (en) (Adelma), Josef Protschka (Kalaf), Friedrich Molsberger (Barak), Celina Lindsley (la reine mère), Robert Wörle (Truffaldino), Johannes Werner Prein (Pantalone), Gotthold Schwarz (Tartaglia)
  - Label : Capriccio 60 039-1 (1 disque compact)